# Jiayuguan Airport
Jiayuguan Airport är en flygplats i Kina. Den ligger i provinsen Gansu, i den nordvästra delen av landet, omkring 640 kilometer nordväst om provinshuvudstaden Lanzhou. Jiayuguan Airport ligger 1 555 meter över havet.
Runt Jiayuguan Airport är det ganska tätbefolkat, med 111 invånare per kvadratkilometer. Närmaste större samhälle är Jiayuguan, 7,2 km sydväst om Jiayuguan Airport. Trakten runt Jiayuguan Airport är ofruktbar med lite eller ingen växtlighet.
Genomsnittlig årsnederbörd är 196 millimeter. Den regnigaste månaden är juli, med i genomsnitt 68 mm nederbörd, och den torraste är mars, med 2 mm nederbörd.